# Алрар-Хассі-Р'Мель – Дебдеб
Алрар-Хассі-Р'Мель – Дебдеб – газопровід на сході Алжиру.
В 2015 році ввели в дію газопровід до містечка Дебдеб, найбільш відомого тим, що тут знаходиться прикордонний перехід до Лівії. Трубопровід має довжину 150 км, виконаний в діаметрі 300 мм та отримує живлення від початкової ділянки потужної газопровідної системи Алрар – Хассі-Р'Мель (пункт відгалуження знаходится лише за чотири десятки кілометрів від газопереробного заводу Алрар).